# Tribunal Regional Electoral

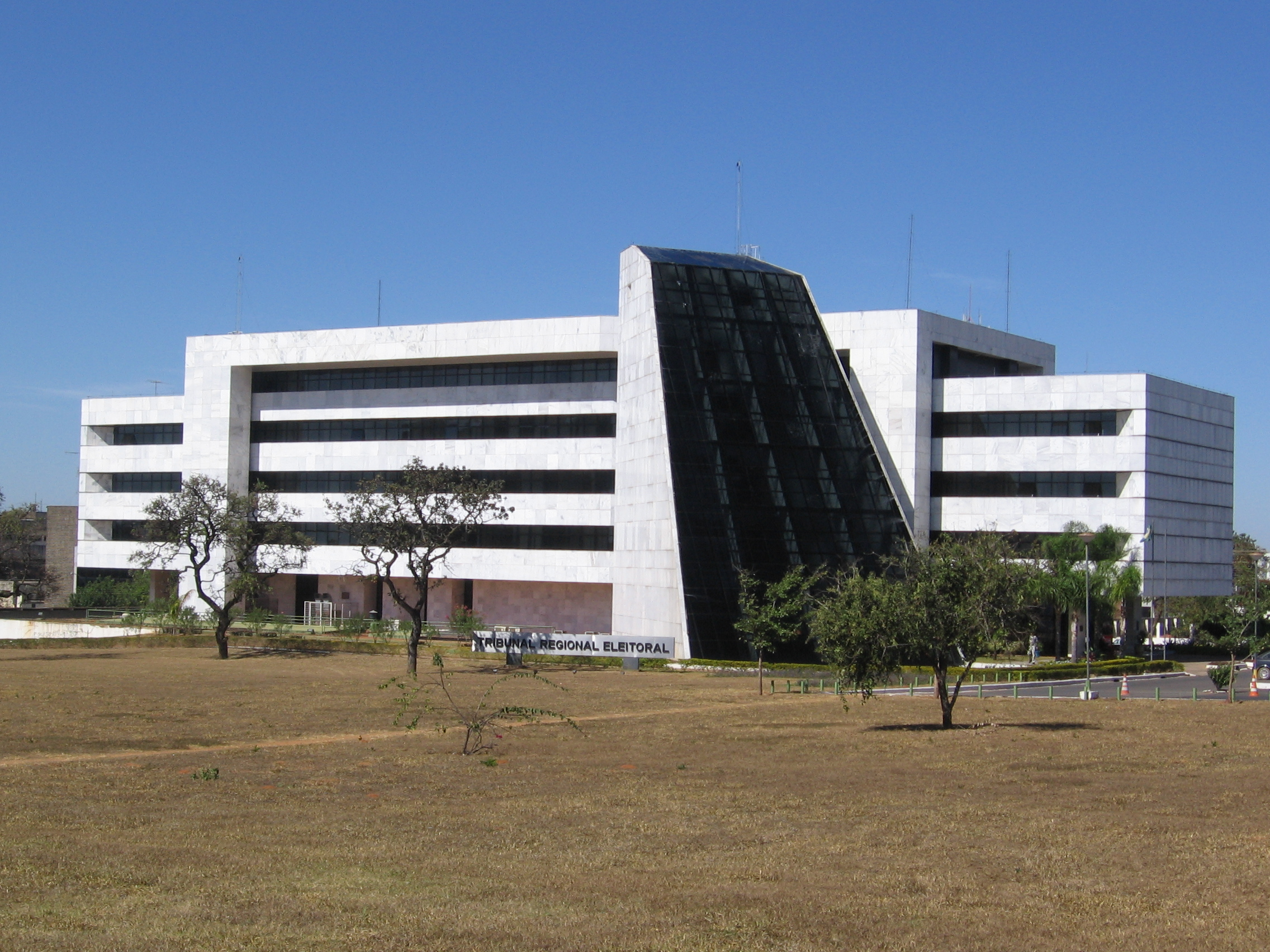
Tribunal Regional Electoral del DF

Tribunal Regional Electoral (TRE) es el órgano del Poder Judicial, en el Brasil, encargado de la gestión de elecciones a nivel estatal.
El funcionamiento de los Tribunales Regionales Electorales es regido por la ley 4.737 de 1965.

## Composición
El artículo 120 de la Constitución Federal del Brasil determina que "habrá un Tribunal Regional Electoral en la capital de cada estado y en el Distrito Federal." Determina también, en su parágrafo primero, la composición de ellos: 
I - mediante elección, por el voto secreto: 
a) de dos jueces de entre los miembros del Tribunal de Justicia; 
b) de dos jueces, de entre jueces de derecho, escogidos por el Tribunal de Justicia; 
II - de un juez del Tribunal Regional Federal con sede en la Capital del Estado o en el Distrito Federal, o, no habiendo, de juez federal, escogido, en cualquier caso, por el Tribunal Regional Federal respectivo; 
III - por nombramiento, por el presidente de la República, de dos jueces de entre seis abogados de notable saber jurídico e idoneidad moral, indicados por el Tribunal de Justicia.

## Atribuciones
En la legislación brasilera, cabe a los TREs el control y fiscalización de todo el proceso electoral bajo su jurisdicción, desde el registro de cada directorio regional de los partidos políticos hasta la impresión de boletins y mapas de registro durante el conteo de los votos.
El TRE es responsable por el catastro de los electores, por la constitución de juntas y zonas electorales y por el conteo de los resultados y graduación de los electos en sufrágios a nivel estatal.
El TRE también debe dirimir dudas en relación en las elecciones y juzgar apelaciones en las decisiones de los jueces electorales.
Los TREs del Brasil tienen libertad para confeccionar sus propios reglamentos internos.